# فاتیما دو سول
فاتیما دو سول (به پرتغالی: Fátima do Sul) یک منطقهٔ مسکونی در برزیل است که در ماتوگروسو جنوبی واقع شده‌است. فاتیما دو سول ۳۱۵ کیلومتر مربع مساحت و ۱۹٬۱۷۰ نفر جمعیت دارد.